# Анохинське
Ано́хинське (рос. Анохинское) — село у складі Ірбітського міського округу Свердловської області.
Населення — 163 особи (2010, 206 у 2002).
Національний склад населення станом на 2002 рік: росіяни — 90 %.